# Gymnosporangium nidus-avis
Gymnosporangium nidus-avis är en svampart som beskrevs av Thaxt. 1891. Gymnosporangium nidus-avis ingår i släktet Gymnosporangium och familjen Pucciniaceae.   Inga underarter finns listade i Catalogue of Life.